# Derby d'Arabie saoudite
Le derby d'Arabie saoudite est une rivalité sportive opposant les équipes d'Al Ittihad Djeddah et d'Al-Hilal FC. Une très forte rivalité existe entre ces deux clubs.

## Confrontations
Mise à jour le 22 février 2025
| Compétitions            | Total | Victoires Al-Hilal | Nuls | Victoires Al-Ittihad |
| ----------------------- | ----- | ------------------ | ---- | -------------------- |
| Championnat             | 107   | 49                 | 29   | 29                   |
| AFC Ligue des champions | 6     | 3                  | 1    | 2                    |
| Crown Prince Cup        | 11    | 6                  | 5    | 0                    |
| Federation Cup          | 16    | 8                  | 2    | 6                    |
| King Cup                | 18    | 5                  | 8    | 5                    |
| Saudi Super cup         | 2     | 2                  | 0    | 0                    |
| Tournois                | 5     | 2                  | 1    | 2                    |
| Matchs Officiels        | 165   | 75                 | 46   | 44                   |